# Heteropoda planiceps
Heteropoda planiceps is een spinnensoort uit de familie van de jachtkrabspinnen (Sparassidae).
De wetenschappelijke naam van de soort werd in 1897 als Oliophthalmus planiceps gepubliceerd door Reginald Innes Pocock.